# Carl Reiß (Politiker)

Carl Reiß

Carl Friedrich Reiß (zeitgenössisch auch Karl Reiß; * 15. Februar 1843 in Mannheim; † 3. Januar 1914 ebenda) war ein deutscher Unternehmer, Politiker der Nationalliberalen Partei sowie Mäzen. Er war in Mannheim an der Gründung mehrerer Banken, Versicherungen und Industrieunternehmen beteiligt. Von 1889 bis 1891 gehörte er der Zweiten Kammer, von 1903 bis 1914 der Ersten Kammer der Badischen Ständeversammlung an. Daneben war er Generalkonsul des Osmanischen Reichs sowie Ehrenbürger der Stadt Mannheim. Auf ihn und seine Schwester Anna geht die Gründung des Reiss-Museums (seit 2001 Reiss-Engelhorn-Museen) zurück. Nach ihm ist auch das Mannheimer Naturschutzgebiet Reißinsel benannt.

## Herkunft

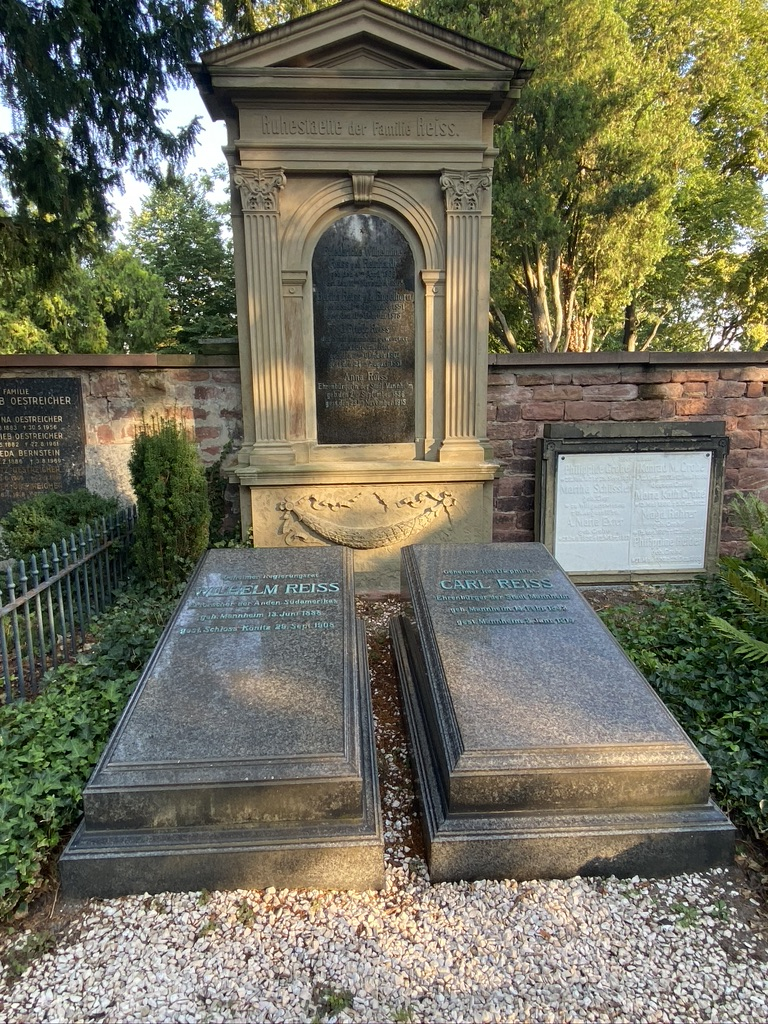
Grabstätte von Friedrich, Wilhelm und Carl Reiss, Mannheim

Carl Reiß war ein Sohn des Großkaufmanns Friedrich Reiß (1802–1881), der von 1849 bis 1852 als Oberbürgermeister der Stadt Mannheim vorstand. Die Mutter Wilhelmine Friederike, geborene Reinhardt (1809–1868), war eine Enkelin von Johann Wilhelm Reinhardt, der von 1810 bis 1820 ebenfalls Oberbürgermeister der Stadt Mannheim gewesen war. Er hatte zwei ältere Geschwister, Anna Reiß (1836–1915) und Wilhelm Reiß (1838–1908). Obwohl Carl das jüngste Kind war, bestimmte der Vater ihn zu seinem Haupterben sowie unternehmerischen und politischen Nachfolger.

## Leben
Carl Reiß gehörte der evangelischen Kirche an. Nach der Volksschule im Mannheimer Quadrat R 2 besuchte er die Höhere Bürgerschule und erhielt krankheitsbedingt zeitweise Privatunterricht. Von 1861 bis 1864 studierte er an der Universität Heidelberg Rechts- und Staatswissenschaften. Statt einer zunächst angestrebten Militär- oder Diplomatenkarriere ergriff er, wie vom Vater gewünscht, den Kaufmannsberuf. Nach dem Studienabschluss unternahm er bis 1870 längere Auslandsaufenthalte in Italien, Frankreich und England. Aufgrund der Folgen einer Kniegelenkentzündung vom Militärdienst ausgemustert, nahm er am Deutsch-Französischen Krieg 1870/71 als Sanitäter bei der freiwilligen Krankenpflege teil.
Reiß heiratete 1873 Bertha Engelhorn (1851–1878), eine Tochter von Friedrich Engelhorn, dem Gründer der Badischen Anilin- & Sodafabrik (BASF), die aber bereits früh verstarb. Das Paar hatte keine Kinder.
Wie bereits sein Vater war Carl Reiß an den Gründungen zahlreicher Unternehmen beteiligt. Zu den bekanntesten zählen die Rheinische Hypothekenbank (1871), die Mannheimer Versicherungs-Gesellschaft (1879), die Continentale Versicherungsgesellschaft (1884), die Mannheimer Gummi-, Guttapercha- und Asbest-Fabrik (1885) und die Pfälzische Hypothekenbank (1886). Von 1872 bis 1886 war er Aufsichtsratsmitglied, zeitweise auch -vorsitzender der von seinem Vater mitgegründeten Rheinischen Creditbank; außerdem gehörte er den Aufsichtsräten der BASF (ab 1873) sowie der Gasmotoren- und späteren Automobilfirma Benz & Cie. (ab 1883) an. Auf dem Höhepunkt seines unternehmerischen Wirkens saß Reiß in mehr als 25 Aufsichtsräten und Direktionen von Banken, Industrieunternehmen und Versicherungen. Ab 1875 war er zudem Konsul und später Generalkonsul des Osmanischen Reichs in Mannheim, zuständig für das Großherzogtum Baden.
Reiß gehörte 1869 zu den Begründern des Nationalliberalen Vereins in Mannheim. Sein erstes politisches Mandat hatte er von 1884 bis 1888 im Bezirksrat des badischen Bezirksamtes Mannheim. Als Vertreter der Nationalliberalen Partei war er von 1889 bis 1891 Mitglied der Zweiten Kammer der Badischen Landstände und von 1896 bis 1914 Stadtverordneter in Mannheim. Bei der Reichstagswahl 1903 unterlag er dem Sozialdemokraten August Dreesbach. Im selben Jahr berief Großherzog Friedrich I. Reiß auf Lebenszeit zum Mitglied der Ersten Kammer der Badischen Landstände. Dort wirkte er in der Petitions- sowie Justiz- und Verwaltungskommission.

## Auszeichnungen
Für seine Kriegsteilnahme als Sanitäter erhielt Carl Reiß 1871 das Eiserne Kreuz II. Klasse, den badischen Orden vom Zähringer Löwen 2. Klasse und das Bayerische Sanitäts-Verdienstkreuz. Ihm wurde 1891 das Ritterkreuz 1. Klasse des Ordens vom Zähringer Löwen verliehen. Er wurde 1900 als Kommerzienrat, 1905 als Geheimer Kommerzienrat ausgezeichnet und zu seinem 70. Geburtstag zum großherzoglich-badischen Geheimen Rat ernannt. Im Mai 1901 wurde er durch einstimmigen Stadtratsbeschluss zum Ehrenbürger der Stadt Mannheim ernannt. Die Philosophische Fakultät der Ruprecht-Karls-Universität Heidelberg verlieh ihm 1910 die Ehrendoktorwürde. Die Gemeinde Neuhofen in der Pfalz ernannte ihn 1913 ebenfalls zum Ehrenbürger.

## Nachlass

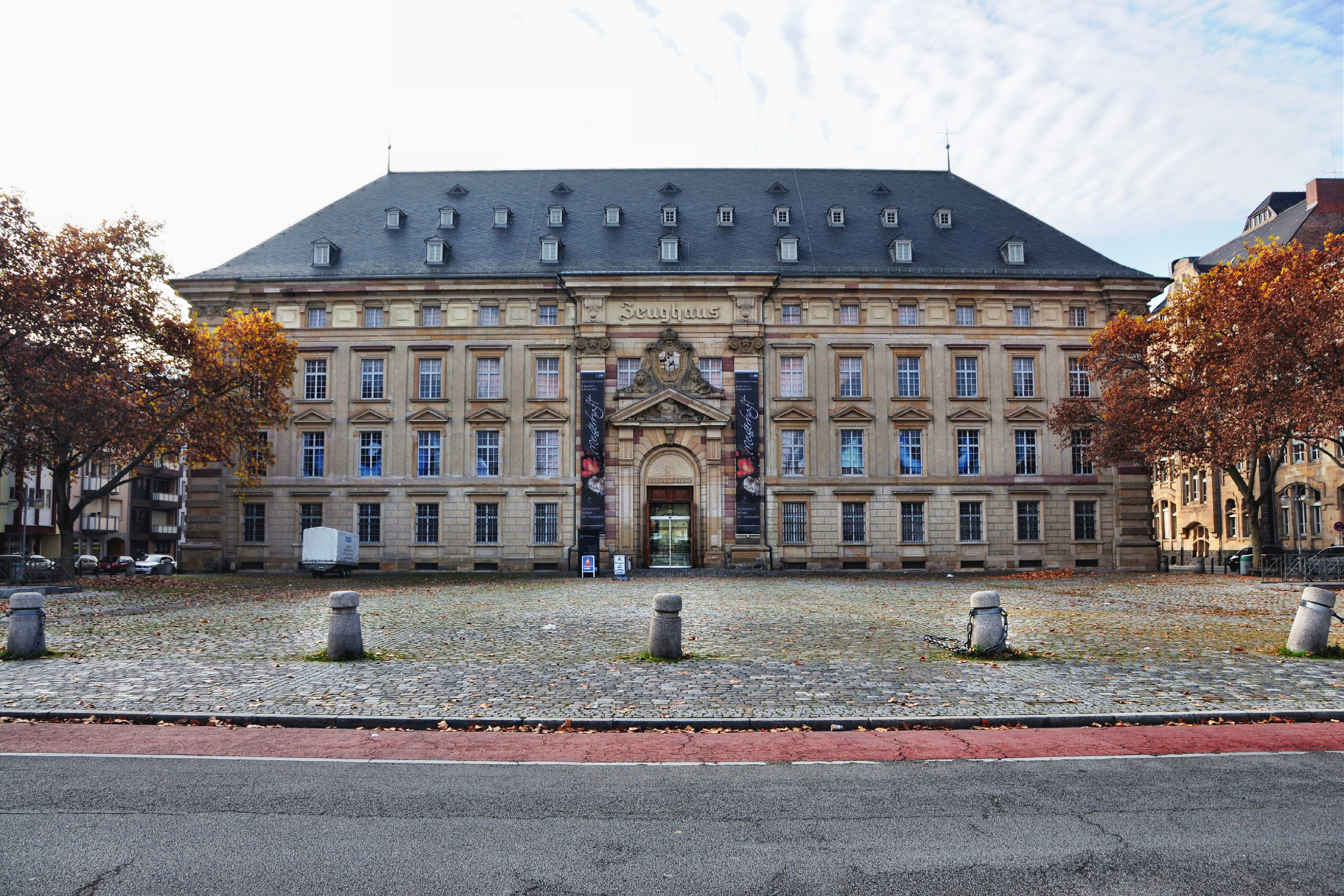
Das wiederaufgebaute Zeughaus beherbergt seit 1957 das Reiss-Museum

Kinderlos geblieben, vermachten Carl und seine 1915 verstorbene Schwester Anna Reiß ihr gesamtes Vermögen der Stadt Mannheim. Insbesondere zählte dazu:
- die Fasaneninsel, die fortan Reißinsel heißen sollte,
- die Reiß’sche Villa in E 7, 20, die den Mannheimer Oberbürgermeistern als Dienstwohnung zur Verfügung gestellt werden sollte,
- zahlreiche Unternehmensbeteiligungen und Guthaben. Das Vermögen hieraus sollte für ein neues Kunstmuseum zwischen Kunsthalle und Friedrichsplatz dienen. Der Monumentalbau sollte nach Plänen von Bruno Schmitz gebaut und Reißmuseum genannt werden. Dieser Plan kam jedoch nicht zur Ausführung. Erst nach dem Zweiten Weltkrieg wurde im wiederaufgebauten Zeughaus (C 5) 1957 das Reiss-Museum eröffnet. Gegenüber davon, im Quadrat D 5, wurde in den 1980er-Jahren ein Neubau errichtet, der heute das Museum Weltkulturen beherbergt.